# August Schlettwein (Amtmann)
August Heinrich Carl Schlettwein (* 20. April 1868 in Dömitz; † 29. Juli 1916 in Pozières an der Somme) war ein deutscher Verwaltungsjurist und Amtmann.

## Leben
August Schlettwein war einer der fünf Söhne des damaligen Amtsverwalters des Amtes Dömitz Carl Schlettwein. Adolf Schlettwein und Curt Schlettwein waren zwei seiner vier Brüder. Nach dem Tod seines Vaters erbte er 1897 gemeinsam mit seinen Brüdern das Familiengut Bandelstorf (heute Ortsteil von Dummerstorf), wobei der Forst-Assessor Carl Schlettwein im Oktober 1901 seinen Anteil an seine Brüder verkaufte. 1904 verkauften sie es an Eilert von Voss.
Er besuchte das Fridericianum Schwerin und studierte dann Rechtswissenschaften an den Universitäten in Tübingen und Freiburg im Breisgau. Er wurde Mitglied der Corps Franconia Tübingen (1890) und Rhenania Freiburg (1891). Schlettwein wechselte von Freiburg an die Friedrich-Wilhelms-Universität Berlin und beendete sein Studium an der Universität Rostock. Er legte 1894 und 1898 seine beiden juristischen Staatsexamina ab und trat in den Verwaltungsdienst des Großherzogtums Mecklenburg-Schwerin ein. Er war zunächst an den Ämtern Toitenwinkel, Crivitz und 1899 in Warin tätig, wo er 1901 Amtsverwalter wurde. Als solcher wurde er 1903 nach Doberan versetzt. 1904 wurde er in Schwerin eingesetzt und dort 1908 zum Amtmann befördert. 1909 wurde er Amtmann in Ribnitz.
Bei Ausbruch des Ersten Weltkrieges wurde auch er als Angehöriger des Grenadier-Regiments Nr. 89 mobilisiert. Er fiel als Hauptmann im Reserve-Infanterie-Regiment Nr. 84 (18. Reserve-Division) und Kompanieführer bei der Verteidigung einer Sappe in der Schlacht an der Somme.
August Schlettwein war Mitglied des Vereins für mecklenburgische Geschichte und Altertumskunde.

## Auszeichnungen
- Preußische Landwehrdienstauszeichnung, 2. Klasse[6]
- Eisernes Kreuz (1914), 2. Klasse[7]